# Marius Briceag
Marius Ionuț Briceag (ur. 6 kwietnia 1992 w Pitești) – rumuński piłkarz występujący na pozycji obrońcy.

## Kariera klubowa
W 2010 roku Briceag został przeniesiony z drużyny młodzieżowej Argeș Pitești do składu pierwszego zespołu, występującego w Liga II. 28 sierpnia 2010 rozegrał pierwszy mecz na poziomie seniorskim przeciwko UT Arad (0:2). Przez trzy kolejne lata zaliczył 67 ligowych spotkań. Latem 2013 roku Argeș ogłosił bankructwo, wskutek czego wszyscy jego piłkarze stali się wolnymi agentami. Briceag początkowo negocjował z UT Arad oraz nowo powstałym FCM Argeș, po czym został zawodnikiem SCM Râmnicu Vâlcea (Liga II), podpisując pierwszy profesjonalny kontrakt.
We wrześniu 2014 roku podpisał trzyipółletnią umowę z CS Universitatea Craiova, która weszła w życie 15 stycznia 2015. Kwota transferu wyniosła 100 tys. euro. 23 lutego 2015 Briceag zadebiutował w Liga I w wygranym 1:0 meczu z Pandurii Târgu Jiu, w którym wszedł na boisko w 69. minucie za Alexandru Băluțę. Pełnił od tej pory rolę rezerwowego. We wrześniu 2015 został wypożyczony na 10 miesięcy do FC Voluntari prowadzonego przez Flaviusa Stoicana. W sezonie 2015/16 rozegrał 14 ligowych spotkań.
Po powrocie do CS Universitatea, pod wodzą trenera Gheorghe Mulțescu stał się podstawowym zawodnikiem. 17 października 2016 zdobył swoją pierwszą bramkę w Liga I w spotkaniu przeciwko FC Dinamo Bukareszt (2:1). 27 lipca 2017 zadebiutował w europejskich pucharach w meczu z AC Milan (0:1) w kwalifikacjach Ligi Europy. W sezonie 2017/18 wywalczył ze swoim klubem Puchar Rumunii. Po sezonie 2019/20 – w którym zaliczył łącznie 3 występy – odszedł z zespołu i jako wolny zawodnik podpisał roczną umowę z FCSB. Rozegrał w barwach tego klubu 7 spotkań w Liga I, po czym został wypożyczony na okres jednej rundy do FC Voluntari. Latem 2021 roku został piłkarzem FC Voluntari na zasadzie transferu definitywnego. W 2022 roku dotarł ze swoim zespołem do finału Pucharu Rumunii, przegranego 1:2 z Sepsi Sfântu Gheorghe.
W czerwcu 2022 roku Briceag został zawodnikiem beniaminka Liga I Universitatei Kluż, dla której rozegrał 19 spotkań i zdobył 1 bramkę. W styczniu 2023 roku podpisał półtoraroczny kontrakt z Koroną Kielce prowadzoną przez Kamila Kuzerę. 29 stycznia zadebiutował w Ekstraklasie w przegranym 2:3 meczu z Legią Warszawa.

## Kariera reprezentacyjna
W maju 2023 roku otrzymał od Eduarda Iordănescu pierwsze powołanie do reprezentacji Rumunii na mecze z Kosowem i Szwajcarią w eliminacjach Mistrzostw Europy 2024. Ostatecznie pozostał na liście rezerwowej.

## Sukcesy
CS Universitatea Craiova
- Puchar Rumunii: 2017/18